# St. Aloysius (Großtöpfer)

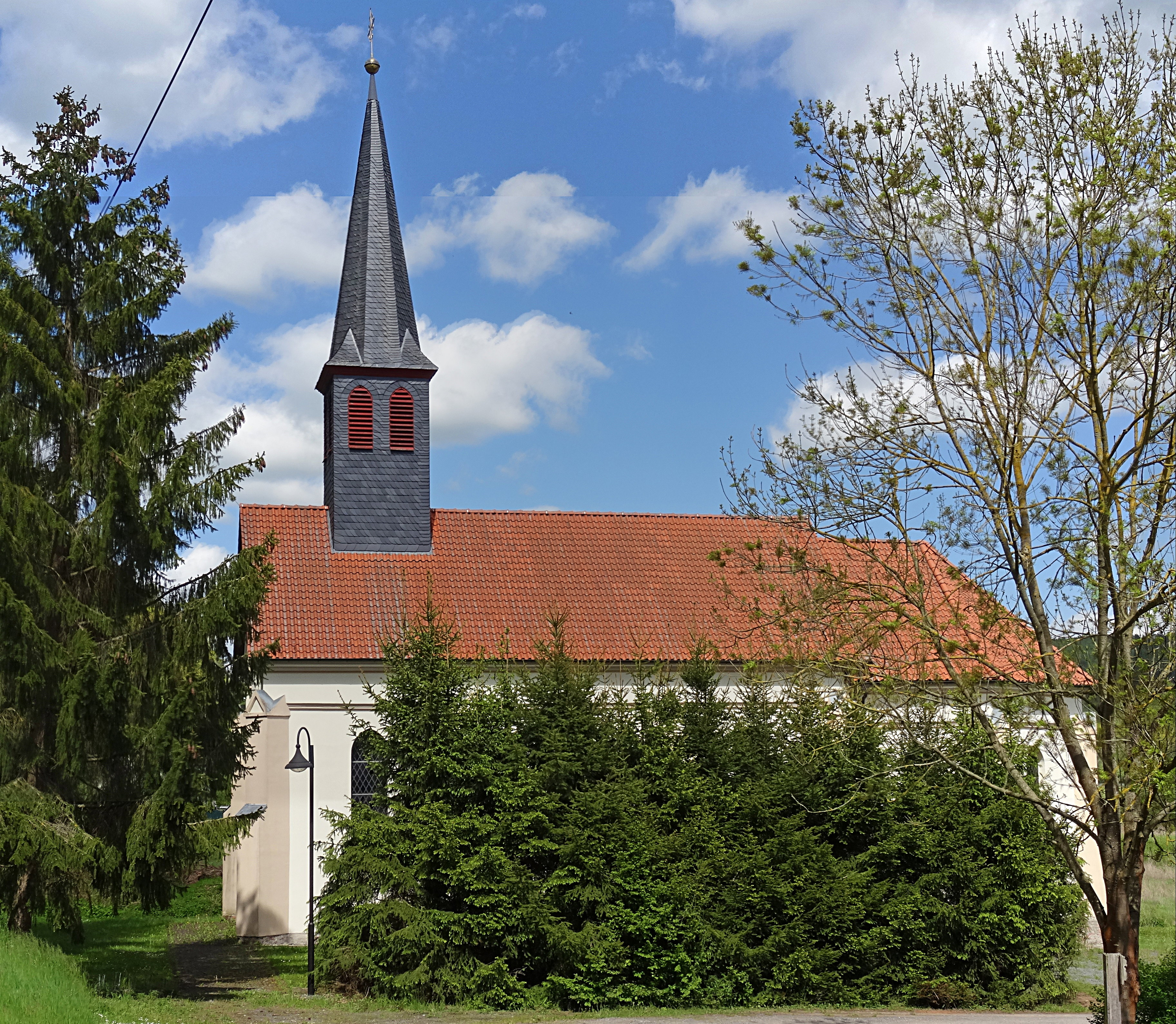
Römisch-katholische Kirche St. Aloysius in Großtöpfer

Die römisch-katholische Filialkirche St. Aloysius steht in Großtöpfer im thüringischen Landkreis Eichsfeld. Sie ist Filialkirche der Pfarrei St. Ursula Geismar im Dekanat Dingelstädt des Bistums Erfurt. Sie trägt das Patrozinium des heiligen Aloisius von Gonzaga.

## Geschichte
Das Patronatsrecht über die erste Kirche in Großtöpfer gehörte jahrhundertelang dem Stift St. Cyriakus in Eschwege. Die dem hl. Petrus geweihte Kirche wurde 1568 protestantisch und nur noch die Minderheit der Gemeinde war katholisch. Erst im 19. Jahrhundert änderte sich dies und die Katholiken waren wieder in der Mehrheit. Darauf wurden 1840 die katholische Schule und ein Notaltar errichtet, an dem in den Wintermonaten Gottesdienste durch Patres des Franziskanerklosters auf dem Hülfensberg gehalten wurden. Bis dahin ging die Gemeinde entweder nach Geismar oder auf den Hülfensberg zum Gottesdienst.
Die Grundsteinlegung der heutigen Kirche erfolgte am 14. Juli 1901 und am 10. November 1902 die Kirchweihe durch den Bischöflichen Kommissarius des Obereichsfeldes, Propst Hermann Osburg.
2002 erfolgte im Rahmen des 100-jährigen Bestehen der Kirche eine Generalsanierung, bei der die Außenfassade, das Dach, die Schiefereindeckung des Turms, die Turmkugel und das Turmkreuz sowie die Glockensteuerung erneuert wurden.

## Orgel
Die Orgel wurde im 19. Jahrhundert von einem unbekannten Orgelbauer gebaut. Das Instrument hat 5 Register, verteilt auf ein Manual und Pedal. Register- und Tontraktur sind mechanisch.